# Arachnocampa flava
Espèce
Arachnocampa flava est une espèce d'insectes diptères de la famille des Keroplatidae connue pour ses larves bioluminescentes.

## Distribution
Cette espèce se rencontre en Nouvelle-Zélande et en Australie.

## Habitat
Cette espèce se trouve dans des tunnels ou dans des grottes humides à l'abri du vent,.

## Description
Son corps jaune brillant et brun pâle le distingue du corps de couleur brun à brun foncé de l'espèce Arachnocampa richardsae. Les yeux sont noirs-rougeâtres. Les mâles font environ 8 mm (sans les ailes) et les femelles mesurent entre 9,5 et 10 mm. La larve d'environ 18 mm est dans des tons blanc crème avec une tête brune,.

## Biologie
Le stade larvaire représente la majorité de la vie de cette espèce, environ un an. Elle se développe en colonies dans des milieux humides et sombres. Elles tissent un nid de soie au plafond puis font pendre des fils de soie extrêmement souples d'environ 1 à 50 cm de long. Les larves illuminent les fils avec des gouttelettes de liquide collant qui pendent, attirant et ainsi capturant de petits insectes,. La bioluminescence bleue-verte se fait grâce à une réaction biochimique impliquant la luciférine,. Elle se déroule dans les tubules du système excréteur des larves, les tubes de Malpighi,. Après plusieurs mues, la larve se pend au plafond durant une à deux semaines le temps de son stade de pupe. Les adultes volent mal, ne peuvent s'alimenter et vivent donc très peu de temps.

## Systématique
L'espèce est décrite sous la dénomination Arachnocampa (Arachnocampa) flava. Son nom valide complet (avec auteur) est Arachnocampa flava Harrison (d), 1966.
L'holotype est déposé au Queensland Museum (en).
Ce taxon porte en anglais le nom vernaculaire ou normalisé suivant : Australian glow-worm (ver luisant d'Australie). Et, en néo-zélandais, Titiwai.

### Étymologie
Le nom générique, Arachnocampa (en), composé de Arachno, « araignée » et campa, « chenille », fait référence aux fils que la larve produit
Son épithète spécifique, du latin flava, « jaune », fait référence à sa coloration.

### Publication originale
- (en) Roy A. Harrison, « Australian glow-worms of the genus Arachnocampa Edwards », Pacific insect, vol. 8, no 4,‎ 20 décembre 1966, p. 877-883 (lire en ligne  [PDF])